# Emilio Lussu
Emilio Lussu (Armungia, 4 de desembre de 1890 - Roma, 5 de març de 1975) fou un polític, escriptor i militar sard. De família benestant. Es graduà en lleis a Càller el 1914 i el 1912 es casà amb l'escriptora i traductora Joyce Salvadori. Partidari de la intervenció italiana en la Primera Guerra Mundial, fou oficial i fundador de la Brigada Sàsser el 1916, que fou enviada a Asiago per a defensar els atacs austríacs sobre Verona i Vincenza.
El 1921 fou un dels fundadors del Partit Sard d'Acció amb Camillo Bellieni i Davide Cova, que va aplegar molts veterans de guerra de la brigada. A les eleccions legislatives italianes de 1921 fou elegit diputat, i el 1924 participà en la Secessió de l'Aventino després de l'assassinat de Giacomo Matteotti. Com que es negà a integrar el partit en el Partit Nacional Feixista, el 1926 fou agredit per squadristi quan Benito Mussolini patí un atemptat a Bolonya. En l'atac disparà contra un dels agressors, raó per la qual un tribunal el condemnà a cinc anys de confinament a Lipari (Sicília).
El 1929 escapà del confinament i marxà a París, on va fundar amb Gaetano Salvemini i Carlo Rosselli el grup antifeixista Giustizia e Libertà, que proposava acabar amb el feixisme mitjançant mètodes revolucionaris. El 1936 marxà a Suïssa per a curar-se la tuberculosi. Va participar del costat republicà en la guerra civil espanyola. El 1942 va transformar Giustizia e Libertà en Partit d'Acció, que el 1943 participà en el Comitè d'Alliberament Nacional.
El 1945 formà part del primer govern d'unitat nacional presidit per Alcide De Gasperi. Intentà integrar el Partit Sard d'Acció en el Partit d'Acció, i el seu corrent, el Partit Sard d'Acció Socialista, més tard es va integrar en el Partit Socialista Italià. Va abandonar Sardenya i s'establí a Roma.
El 1964 va abandonar el PSI i s'integrà en el Partit Socialista Italià d'Unitat Proletària (PSIUP).

## Obres
- La catena (1929)
- Marcia su Roma e dintorni (1932)
- Teoria dell'insurrezione (1936)
- Un anno sull'altipiano (1938)
- Per l'Italia dall'esilio (1938)
- Le nostre prigioni e la nostra evasione (1946)
- La clericalizzazione dello Stato e l'arcivescovo di Cagliari (1958)
- Il cinghiale del diavolo e altri scritti sulla Sardegna (1976)
- Homes com nosaltres (L'Avenç, 2016)